# 同値類

合同は同値関係の例である．左の2つの三角形は合同であるが，3つ目と4つ目の三角形は図の他のどの三角形とも合同でない．したがって，はじめの2つの三角形は同じ同値類に属するが，3つ目と4つ目の三角形はそれぞれ個別の同値類に属する．

数学において，ある集合 S の元が（同値関係として定式化される）同値の概念を持つとき，集合 S を同値類（どうちるい，英: equivalence class）たちに自然に分割できる．これらの同値類は，元 a と b が同じ同値類に属するのは a と b が同値であるとき，かつそのときに限るものとして構成される．
フォーマルには，集合 S と S 上の同値関係 ∼ が与えられたとき，元 a の S における同値類は，a に同値な元全体の集合
{\displaystyle \{x\in S\mid x\sim a\}}
である．「同値関係」の定義から同値類は S の分割をなす．この分割，同値類たちの集合，を S の ∼ による商集合 (quotient set) あるいは商空間 (quotient space) と呼び，S/∼ と表記する．
集合 S が（群演算や位相のような）構造を持ち，同値関係 ∼ がこの構造と適切に両立するように定義されているとき，商集合はしばしばもとの集合から類似の構造を引き継ぐ．例としては，線型代数学における商空間，位相空間論における商空間，商群，等質空間，商環，商モノイド，商圏など．

## 例
- X がすべての車の集合であり，∼ が「同じ色である」という同値関係のとき，ある1つの同値類はすべての緑色の車からなる．X/∼ はすべての車の色の集合と自然に同一視できる．
- X を平面内のすべての長方形の集合とし，∼ を「同じ面積を持つ」という同値関係とする．各正の実数 A に対し，面積が A の長方形全体のなす同値類がある[1]．
- 整数の集合 Z 上の2を法とした同値関係を考える，つまり x ∼ y とはそれらの差 x − y が偶数であることである．この関係はちょうど2つの同値類を生じる：1つはすべての偶数からなり，もう1つはすべての奇数からなる．この関係の下で，[7], [9], [1] はすべて Z/∼ の同じ元を表す[2]．
- X を b が 0 でない整数の順序対 (a, b) 全体の集合とし，X 上の同値関係 ∼ を (a, b) ∼ (c, d) ⇔ ad = bc によって定義する．すると対 (a, b) の同値類は有理数 a/b と同一視することができ，この同値関係とその同値類は有理数の形式的な定義に用いることができる[3]．同じ構成は任意の整域の分数体に一般化することができる．
- X をユークリッド平面内のすべての直線の集合とし，L ∼ M を L と M が平行と定義すると，互いに平行な直線の集合が1つの同値類をなす（直線は自分自身と平行と考える）．この状況では，各同値類は無限遠点を決定する．

## 記法と定義
同値関係は二項関係 ∼ であって以下の3つの性質を満たすものである：
- X の任意の元 a に対して，a ∼ a である（反射性），
- X の任意の2元 a, b に対して，a ∼ b ならば b ∼ a である（対称性），
- X の任意の3つの元 a, b, c に対して，a ∼ b かつ b ∼ c ならば a ∼ c である（推移性）．

元 a の同値類は [a] と書き，a と ∼ によって関係づけられる元全体の集合
{\displaystyle [a]=\{x\in X\mid a\sim x\}}
として定義される．同値関係 R を明示して [a]R とも書かれる．これは a の R-同値類といわれる．
同値関係 R に関する X のすべての同値類からなる集合を X/R と書き，X の R による商集合 (quotient set of X by R, X modulo R) と呼ぶ．X から X/R への各元をその同値類に写す全射 {\displaystyle x\mapsto [x]} は標準射影と呼ばれる．
各同値類の元を（しばしば暗黙に）選ぶと，切断と呼ばれる単射が定義される．この切断を s で表せば，各同値類 c に対して [s(c)] = c である．元 s(c) は c の代表元 (representative) と呼ばれる．切断を適切に取って類の任意の元をその類の代表元として選ぶことができる．
ある切断が他の切断よりも「自然」であることがある．この場合，代表元を標準代表元と呼ぶ．例えば，合同算術において，整数上の同値関係で，a ∼ b を a − b が法と呼ばれる与えられた整数 n の倍数であると定義したものを考える．各類は n 未満の非負整数を唯一つ含み，これらの整数が標準的な代表元である．類とその代表元は多かれ少なかれ同一視され，例えば  a mod n という表記は類を表すことも標準的な代表元（a を n で割った余り）を表すこともある．

## 性質
X の任意の元 x は同値類 [x] の元である．任意の2つの同値類 [x] と [y] は，等しいか互いに素かのいずれかである．したがって，X のすべての同値類からなる集合は X の分割をなす，つまり，X の任意の元はちょうど1つの同値類に属する．逆に X の任意の分割は同値関係からこのようにして生じる．x ∼ y を x と y が分割の同じ集合に属するとした同値関係である．
同値関係の性質から次が従う：
x ∼ y ⇔ [x] = [y].
言い換えると，∼ が集合 X 上の同値関係であり，x と y が X の2つの元であれば，以下の主張は同値である：
- {\displaystyle x\sim y}
- {\displaystyle [x]=[y]}
- {\displaystyle [x]\cap [y]\neq \emptyset .}

## グラフによる表現
任意の二項関係は有向グラフによって，同値関係のような対称的なものは無向グラフによって表すことができる．∼ が集合 X 上の同値関係であるとき，グラフの頂点全体を X の元全体とし，s ∼ t のとき，かつそのときに限り頂点 s と t を結ぶ．同値類はこのグラフにおいてグラフの連結成分をなす極大クリークによって表される．

## 不変量
∼ が X 上の同値関係で P(x) が，x ∼ y であるときにはいつでも，P(y) が真ならば P(x) が真であるような，X の元の性質であるとき，性質 P は ∼ の不変量，あるいは関係 ∼ のもとで well-defined であるといわれる．
よくある場合は f が X から別の集合 Y への関数であるときに生じる；x1 ∼ x2 であるときにはいつでも f(x1) = f(x2) であるとき，f は ∼ に対する射，∼ の下での類不変量，あるいは単に ∼ の下の不変量といわれる．これは例えば有限群の指標理論において現れる．著者によっては「∼ の下で不変」の代わりに「∼ と両立する」あるいはただ「∼ に従う」を用いる．
任意の関数 f: X → Y はそれ自身，x1 ∼ x2 ⇔ f(x1) = f(x2) なる X 上の同値関係を定義する．x の同値類は f(x) に写される X の元全体の集合である，つまり，類 [x] は f(x) の逆像である．この同値関係は f の核として知られている．
より一般に，関数は（X 上の同値関係 ∼X の下で）同値な引数を（Y 上の同値関係 ∼Y の下で）同値な値に送ることがある．そのような関数は ∼X から ∼Y への射と呼ばれる．

## 位相空間論における商空間
位相空間論において商空間は、与えられた同値関係に関する同値類全体の成す集合上にもとの空間の位相から誘導される位相を入れて得られる位相空間である。
抽象代数学において代数系の台集合上で定義される合同関係は、その関係に関する同値類全体の成す集合上に商代数系と呼ばれる代数構造を誘導する。線型代数学における商空間は、加法群に関して商群をとることによって得られるベクトル空間で、その商写像は線型写像になる。用例を敷衍して、抽象代数学において商加群、商環、商群などの任意の商代数系のことを「商空間」と呼ぶことがあるが、より一般の場合においてもしばしば群作用の軌道とのアナロジーによって「商空間」の語を用いることがある。
適当な集合上に定義された群作用の軌道全体の成す空間は、その集合の群作用に関する商空間とも呼ばれる（特に群作用の軌道空間が作用群の部分群による（部分群によるもとの群への左移動作用から生じる）右剰余類集合、あるいは右移動による軌道としての左剰余類集合になっている場合）。
位相群の正規部分群がもとの群に移動作用で作用しているときの商空間は、位相空間の意味でも抽象代数学の意味でも群作用の意味でも同時に商空間になっている。
商空間という言葉を、更なる構造も含めたうえで、任意の同値関係による同値類集合に対して用いることはできるけれども、商空間と呼ぶ目的は一般に、集合 X 上の同値関係の種類をもとの X に入っているのと同じ種類の構造を同値類集合上に誘導する同値関係と、あるいは群作用の軌道空間と比較することである。同値関係で保たれる構造の意味でも、群作用に対する不変量の研究の意味でも、いずれも上で与えた同値類の不変量の定義が導かれる。

## 関連文献
This material is basic and can be found in any text dealing with the fundamentals of proof technique, such as any of the following:
- Sundstrom (2003), Mathematical Reasoning: Writing and Proof, Prentice-Hall
- Smith; Eggen; St.Andre (2006), A Transition to Advanced Mathematics (6th Ed.), Thomson (Brooks/Cole)
- Schumacher, Carol (1996), Chapter Zero: Fundamental Notions of Abstract Mathematics, Addison-Wesley, ISBN 0-201-82653-4
- O'Leary (2003), The Structure of Proof: With Logic and Set Theory, Prentice-Hall
- Lay (2001), Analysis with an introduction to proof, Prentice Hall
- Gilbert; Vanstone (2005), An Introduction to Mathematical Thinking, Pearson Prentice-Hall
- Fletcher; Patty, Foundations of Higher Mathematics, PWS-Kent
- Iglewicz; Stoyle, An Introduction to Mathematical Reasoning, MacMillan
- D'Angelo; West (2000), Mathematical Thinking: Problem Solving and Proofs, Prentice Hall
- Cupillari, The Nuts and Bolts of Proofs, Wadsworth
- Bond, Introduction to Abstract Mathematics, Brooks/Cole
- Barnier; Feldman (2000), Introduction to Advanced Mathematics, Prentice Hall
- Ash, A Primer of Abstract Mathematics, MAA